# ابله (مجموعه نمایش خانگی)
ابله یک مجموعه ویدئویی در ۱۴ قسمت ۶۰ دقیقه‌ای به تهیه‌کنندگی شرکت تصویر گستر پاسارگاد و محمد مسعود، نویسندگی علیرضا طالب‌زاده و کارگردانی کمال تبریزی تولید شده در سال ۱۳۹۳ است.
در تیتراژ مجموعه ابله که توسط شهاب نجفی ساخته شده‌است مهران احمدی، هانیه توسلی، احمد مهرانفر، مجید صالحی، شبنم مقدمی، بهنام تشکر، عیسی یوسفی پور، هوتن شکیبا، بهادر مالکی و محسن تنابنده در صحنه‌هایی از فیلم‌های معروفی چون «روانی»، «دلیجان» و .. در کنار بازیگران این فیلم‌ها صحنه‌های جدیدی را خلق کرده‌اند.این تیتراژ با صدای ناصر طهماسب که یادآور کپشن‌های فیلم‌های «هارولد لوید» است آغاز می‌شود.
از جذابیت‌های این مجموعه بازی محسن تنابنده در نقش یک پیر زن بود. در ابتدا قرار بود نقش پیرزن به شقایق دهقان سپرده شود که در نهایت این نقش توسط محسن تنابنده ایفا شد.

## عوامل
در این مجموعه ۱۴ قسمتی، محمدرضا سکوت به عنوان مدیر فیلمبرداری، مجید اسکندری طراح چهره پردازی، مهران ملکوتی صدابردار، مجید بذرپاش مدیر تولید، علی جودی دستیار اول کارگردان و برنامه‌ریز و مجید لیلاجی به عنوان طراح صحنه و لباس همکاری داشتند. سریال ابله با فرمت دی‌وی‌دی در دسترس عموم قرار گرفت. چهره پردازی‌های متفاوتی در این سریال وجود دارد.

## خلاصه داستان
هوشنگ نویسنده‌ای است که در نگارش فیلمنامه‌های پلیسی جنایی تخصص دارد. او درگیر ماجرای یکی از شخصیت‌های عجیبش به نام پریسا می‌شود و …

## بازیگران
| بازیگر        | نقش                 | توضیحات                                       |
| ------------- | ------------------- | --------------------------------------------- |
| مهران احمدی   | هوشنگ تتلو          | فیلمنامه‌نویس                                  |
| هانیه توسلی   | پریسا               | خواهر نصرت                                    |
| محسن تنابنده  | سکینه خانم          | مادربزرگ هوشنگ تتلو                           |
| مجید صالحی    | منوچهر ٫ شکوهی      | منوچهر (داماد سرخانه)، تهیه‌کننده،همسایه پریسا |
| احمد مهران‌فر  | دکتر اسدالله (دایی) | پسر آقابزرگ                                   |
| شبنم مقدمی    | پرپر                | دختر آقابزرگ، همسر منوچهر                     |
| بهنام تشکر    | آقابزرگ (لیلاسفته)  | دچار اختلالات ذهنی                            |
| هوتن شکیبا    | مهرداد              | پسر منوچهر و پرپر                             |
| سیامک انصاری  | نصرت                | مکانیک و برادر پریسا                          |
| یکتا ناصر     | فرانک               | نامزد هوشنگ (ساکن خارج)                       |
| عیسی یوسفی‌پور | مش کاظم ٫ مش هاشم   | باغبان خانه آقا بزرگ ٫ آبدارچی شکوهی          |
| بهادر مالکی   | رضا موتوری          | همکار هوشنگ و راننده موتور                    |
| مینا جعفرزاده | عزیز خانم           | همسایه پریسا                                  |
| نادر فلاح     | جعفر                | دوست آقا بزرگ                                 |
| حسین محب اهری | هنرور               | دوست آقا بزرگ                                 |
| مرتضی ضرابی   | هنرور               | دوست آقا بزرگ                                 |
| نگین معتضدی   | همسایه              | همسایه پریسا                                  |
| محسن رمضانی   | آقای رنگ خدا        | بازیگر                                        |
| گیتی معینی    |                     |                                               |
| شبیر پرستار   |                     |                                               |
| بهمن زرین‌پور  |                     |                                               |
| روزبه ناصری   |                     | دوست نصرت                                     |
| کمال تبریزی   | کمال تبریزی         | کارگردان                                      |